# Guernesey aux Jeux du Commonwealth
Le bailliage de Guernesey participe aux Jeux du Commonwealth depuis les Jeux de 1970 à Édimbourg. Le bailliage, qui regroupe les îles de Guernesey, Aurigny, Sercq et plusieurs autres petites îles anglo-normandes, est une dépendance de la Couronne britannique sans faire partie du Royaume-Uni, et envoie ses propres délégations d'athlètes aux Jeux. Le pays a remporté à ce jour six médailles, dont une en or - obtenue par Adrian Breton en tir en 1990. Cinq de ces médailles proviennent des épreuves de tir sportif, bien que les Guernesiais aient pris part à une assez large gamme de disciplines. Guernesey n'a toutefois plus remporté de médaille depuis 1994.

## Médailles
Par Jeux :

| Année | Médaille d'or       | Médaille d'argent                                                         | Médaille de bronze                               | Total |
| ----- | ------------------- | ------------------------------------------------------------------------- | ------------------------------------------------ | ----- |
| 1970  | 0                   | 0                                                                         | 0                                                | 0     |
| 1974  | 0                   | 0                                                                         | 0                                                | 0     |
| 1978  | 0                   | 0                                                                         | 0                                                | 0     |
| 1982  | 0                   | Matthew Guille (tir)                                                      | Charles Trotter (tir)                            | 2     |
| 1986  | 0                   | Jennifer Nicolle et Marie Smith (équipe) (boulingrin) Adrian Breton (tir) | 0                                                | 2     |
| 1990  | Adrian Breton (tir) | 0                                                                         | 0                                                | 1     |
| 1994  | 0                   | 0                                                                         | Adrian Breton et Graham le Maitre (équipe) (tir) | 1     |
| 1998  | 0                   | 0                                                                         | 0                                                | 0     |
| 2002  | 0                   | 0                                                                         | 0                                                | 0     |
| 2006  | 0                   | 0                                                                         | 0                                                | 0     |
| 2010  | 0                   | 0                                                                         | 0                                                | 0     |
| 2014  | 0                   | 0                                                                         | 0                                                | 0     |
| Total | 1                   | 3                                                                         | 2                                                | 6     |

Médaillé d'or :
| Nom           | Jeux          | Discipline | Épreuve                    | Résultat   |
| ------------- | ------------- | ---------- | -------------------------- | ---------- |
| Adrian Breton | 1990 Auckland | Tir        | Pistolet tir rapide hommes | 583 points |